# Смерило
Смерило (итал. Smerillo) насеље је у Италији у округу Фермо, региону Марке.
Према процени из 2011. у насељу је живело 411 становника. Насеље се налази на надморској висини од 787 м.

## Становништво
| 1931. | 1936. | 1951. | 1961. | 1971. | 1981. | 1991. | 2001. | 2011. |
| ----- | ----- | ----- | ----- | ----- | ----- | ----- | ----- | ----- |
| 1.126 | 1.172 | 1.263 | 1.014 | 605   | 491   | 431   | 411   | 389   |